# Siège du château de Hikida
Le siège du château de Hikida (疋壇城の戦い, Hikida-jō no Tatakai) en 1573 est une des nombreuses batailles que conduit le seigneur de guerre Oda Nobunaga contre les clans Azai et Asakura au cours de l'époque Sengoku de l'histoire du Japon. Ces deux familles sont parmi les plus ardentes adversaires des tentatives de Nobunaga de s'emparer de terres et du pouvoir pour lui-même.
Cette année 1573, Nobunaga fait le siège du château d'Odani, occupé par Azai Nagamasa. Asakura Yoshikage, qui mène une armée pour soulager et renforcer la garnison commandée Azai, est attaqué par l'armée de Nobunaga. Il se réfugie dans le château de Hikida où il se retrouve lui-même assiégé.
Hikida tombé le 10 août, et Asakura s'enfuit dans sa province d'Echizen.

## Source de la traduction
- (en) Cet article est partiellement ou en totalité issu de l’article de Wikipédia en anglais intitulé « Siege of Hikida Castle » (voir la liste des auteurs).